# 조이트로프

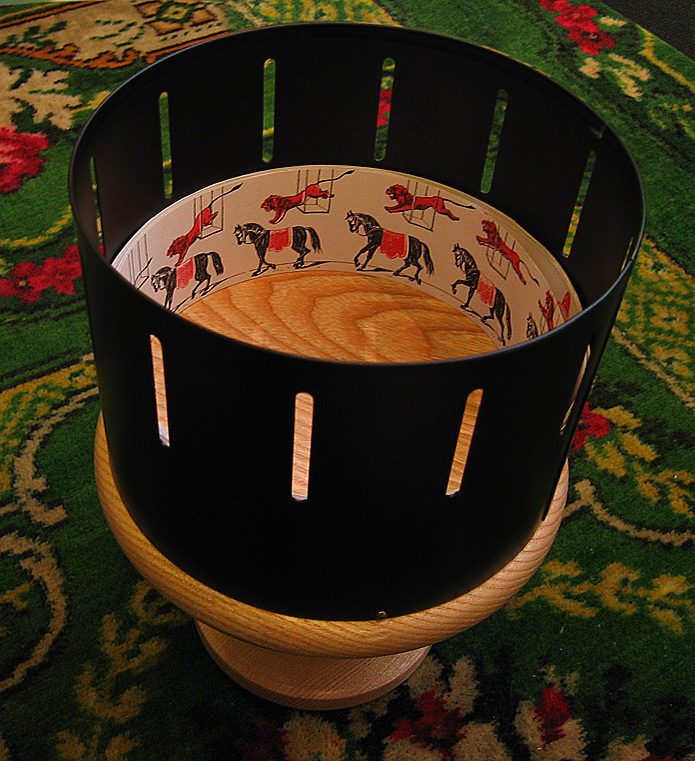

조이트로프(zoetrope [zóuitròup][*])는 영화가 발명되기 이전에 사용된, 착시 원리를 활용한 많은 애니메이션 장난감 중 하나이다.
조이트로프는 원기둥 모양의 통으로 이루어져 있으며, 원기둥에는 일정 간격으로 틈새가 여러 개 갈라져 있다. 원기둥 안쪽에는 연속된 그림이 그려진 띠를 둘러붙였다. 틈새에 눈높이를 맞추고 원기둥을 회전시키면 그림띠가 회전하는 것이 그림이 움직이는 것처럼 보인다.

## 같이 보기
- 프락시노스코프